# エーバーフィング
エーバーフィング (ドイツ語: Eberfing) はドイツ連邦共和国バイエルン州オーバーバイエルン行政管区のヴァイルハイム＝ショーンガウ郡に属す町村（以下、本項では便宜上「町」と記述する）で、フクルフィング行政共同体を形成する自治体の一つである。

## 地理
エーバーフィングはオーバーラントのプファッフェンヴィンケル地方に位置する。

### 自治体の構成
この町は、公式には 13の地区 (Ort) からなる。このうち小集落や孤立農場などを除く集落を以下に列記する。
- オーバーベルフィング
- ウンターベルフィング

## 歴史
エーバーフィングは1083年に初めて文献に記録されている。エーバーフィングはバイエルン選帝侯領のミュンヘン会計局およびヴァイルハイム地方裁判所に属した。バイエルンの行政改革に伴う1818年の市町村令により現在の自治体が成立した。

### 人口推移
- 1970年 753人
- 1987年 872人
- 2000年 1,204人

## 行政
町長はゲオルク・ライス（CSU/無党派）である。
町議会は12議席からなる。

## 経済と社会資本

### 教育
- 国民学校 1校

## 引用
1. ↑  https://www.statistikdaten.bayern.de/genesis/online?operation=result&code=12411-003r&leerzeilen=false&language=de Genesis-Online-Datenbank des Bayerischen Landesamtes für Statistik Tabelle 12411-003r Fortschreibung des Bevölkerungsstandes: Gemeinden, Stichtag (Einwohnerzahlen auf Grundlage des Zensus 2011)
2. ↑  Bayerische Landesbibliothek Online